# Maritza Soto
Pour les articles homonymes, voir Soto.
Maritza Soto, née en 1990, est une astronome chilienne. Elle a découvert plusieurs exoplanètes : HD 110014 c, K2-237b et K2-138b,,,.

## Parcours
Le 19 août 2015, Soto confirme l'existence de l'exoplanète HD 110014 c, en orbite autour de l'étoile rouge HD 110014 (Chi Virginis), qui a une masse trois fois supérieure à celle de Jupiter. La découverte se fait depuis l'observatoire de La Silla. HD 110014 est une étoile géante rouge deux fois plus grande que le Soleil qui se trouve à 293 années-lumière de distance de la Terre. La planète est nommée HD 110014 c, suivant la terminologie internationale. Bien qu'elle ait déjà été détectée en 2004 et 2011, Soto est la première à vérifier et noter les données qui prouve son existence.
Durant l'été 2018, lors de son post-doctorat à la Queen Mary University of London, à la tête d'une équipe d'astronomes, elle révèle la découverte de deux exoplanètes gazeuses plus grandes que Jupiter, K2-237b et K2-138b, en orbite autour de deux étoiles différente. K2-237b réalise son orbite en deux jours, alors que le K2-138b réalise son orbite en trois jours.

## Distinctions
En septembre 2018, Soto est nommée au prix Natida Chileno de l'année 2018, une initiative qui vise à récompenser des chiliens qui excellent dans leur domaine.